# Mindi Mink
Mindi Mink (ur. 4 grudnia 1968 w Los Angeles) – amerykańska aktorka pornograficzna.

## Życiorys

### Wczesne lata
Urodziła się w Los Angeles, w rodzinie włoskiego pochodzenia.

### Kariera
Zadebiutowała w branży pornograficznej w wieku 46 lat w filmach Lesbian Triangles 29 i Mother-Daughter Exchange Club 35. Bierze udział tylko w scenach lesbijskich. Współpracuje m.in. z takimi studiami jak Girlfriends Films, Girlsway i Reality Kings.

### Życie prywatne
Na dolnej części pleców ma wytatuowane dwa symbole kanji, które oznaczają – taniec. Lubi podróżować po kraju swoim motocyklem marki Harley-Davidson V-Rod.

## Nagrody i nominacje
| Rok  | Nagroda          | Kategoria                                         | Film | Inni wykonawcy | Rezultat  |
| ---- | ---------------- | ------------------------------------------------- | ---- | -------------- | --------- |
| 2016 | AVN Award        | All-Girl Performer of the Year                    | –    | –              | Nominacja |
| 2018 | AVN Award        | Wykonawczyni roku scen samych dziewczyn           | –    | –              | Nominacja |
| 2018 | XRCO Award       | Best Lesbian Performer                            | –    | –              | Nominacja |
| 2018 | XBIZ Award       | Girl/Girl Performer of the Year                   | –    | –              | Nominacja |
| 2018 | Spank Bank Award | Queen of Cunnilingus (Girl/Girl Star of the Year) | –    | –              | Nominacja |
| 2019 | AVN Award        | All-Girl Performer of the Year                    | –    | –              | Nominacja |
| 2019 | XRCO Award       | Girl/Girl Performer of the Year                   | –    | –              | Nominacja |
| 2019 | XBIZ Award       | Girl/Girl Performer of the Year                   | –    | –              | Nominacja |
| 2019 | Spank Bank Award | Finger Banging Phenom of the Year                 | –    | –              | Nominacja |
| 2019 | Spank Bank Award | Magnificent MILF of the Year                      | –    | –              | Nominacja |
| 2019 | Spank Bank Award | Most Volumptous Vixen                             | –    | –              | Nominacja |